# Mesochorus sulcatus
Mesochorus sulcatus är en stekelart som beskrevs av Dasch 1971. Mesochorus sulcatus ingår i släktet Mesochorus och familjen brokparasitsteklar. Inga underarter finns listade i Catalogue of Life.